# Гёльниц
Гёльниц (нем. Göllnitz) — община в Германии, в земле Тюрингия. 
Входит в состав района Альтенбург. Подчиняется управлению Альтенбургер Ланд.  Население составляет 341 человек (на 31 декабря 2010 года). Занимает площадь 5,06 км².
Коммуна подразделяется на 4 сельских округа.